# Jermałouka (przystanek kolejowy)
Jermałouka (biał. Ермалоўка, ros. Ермоловка) – przystanek kolejowy w pobliżu miejscowości Jermałouka, w rejonie horeckim, w obwodzie mohylewskim, na Białorusi. Położony jest na linii Orsza - Krzyczew - Uniecza.